# Переулок Кирова (Казань)
Переулок Кирова (Кировский переулок, тат. Киров тыкрыгы, Kirov tıqrığı) — небольшая улица в историческом центре Казани. Названа в честь советского партийного и государственного деятеля Сергея Кострикова (Кирова).

## География
Начинаясь от Лево-Булачной улицы, заканчивается пересечением с Московской улицей. Ближайшие параллельные улицы: Чернышевского и Ташаяк.

## История
Переулок возник не позднее середины XIX века, и первоначально имел название Владимирский переулок, по Владимирской улице, у которой он заканчивался, а та, в свою очередь была названа по одноимённому собору; в 1914 году постановлением Казанской городской думы был переименована в Корюкинский переулок, однако фактически переименование не состоялось. Во второй половине 1930-х годов переименован в переулок Кирова.
До революции 1917 года административно относилась ко 2-й полицейской части. После введения в городе административных районов относилась к Сталинскому (1935–1942), Дзержинскому (1942–1956), Бауманскому (1956–1994) и Вахитовскому (с 1994 года) районам.

## Примечательные объекты
- №3 — жилой дом завода автогаражного оборудования.[17]

- №6/19 — доходный дом З.Б. Усманова — Б.К. Апанаева[тат.] (снесён).[18]

В середине XX века на улице располагалась экспедиция № 16 «Ленгипрокоммунстроя», а в позднесоветское время — отдел организации бытового обслуживания Министерства бытового обслуживания населения Татарской АССР.

## Транспорт
Общественный транспорт по переулку не ходит. Ближайшие остановки общественного транспорта: «ЦУМ» (автобус, троллейбус) и «улица Чернышевского» (на улицах Московской и Лево-Булачной, автобус, троллейбус). Ближайшая трамвайная остановка — «ж/д вокзал» на улице Саид-Галеева. Ближайшая станция метро — «Кремлёвская».